# Ouizeght
Ouizeght (en àrab, ويزغت, Wīzaḡt; en amazic, ⵡⵉⵣⵖⵜ) és una comuna rural de la província de Boulemane, a la regió de Fes-Meknès, al Marroc. Segons el cens de 2014, tenia una població total de 5.743 persones.